# Francesco Amadio
Francesco Amadio (Montedinove, 15 settembre 1913 – Ascoli Piceno, 15 luglio 2000) è stato un vescovo cattolico italiano.

## Biografia
Nacque a Montedinove il 15 settembre 1913 da una famiglia originaria di Castignano. Dopo l'ingresso nel seminario di Montalto, continuò la propria formazione nel Pontificio seminario regionale "Pio XI" di Fano. Il 25 luglio 1936 ricevette l'ordinazione presbiterale e venne incaricato dell'insegnamento nel seminario di Montalto.
A causa della mobilitazione per la seconda guerra mondiale fu cappellano militare dal 1940 al 1945 in Jugoslavia, nel VI Corpo d'armata dell'Esercito. Con l'armistizio dell'8 settembre 1943 subì la condizione di internato militare nei lager, dapprima in Polonia a Tornapol e Benianowo, poi in Germania a Sandbostel e Witzendorf. Al termine del conflitto rientrò in Italia e nel marzo 1946 conseguì a Roma la laurea in Lettere presso l'università "La Sapienza". Dal 1946 fu rettore del seminario di Montalto, incarico mantenuto fino al 1962. Da quell'anno al 1967 fu invece cancelliere vescovile di Montalto, dal 1963 con il titolo di prelato domestico, che ricevette da papa Paolo VI.
Nel 1967 venne eletto vescovo titolare di Forconio e ausiliare di Valva e Sulmona, in Abruzzo. Fu ordinato vescovo nella cattedrale di Montalto dal vescovo Vincenzo Radicioni, co-consacranti i vescovi Luciano Marcante e Fiorenzo Angelini. Il 28 giugno 1971 fu promosso coadiutore e il successivo 16 luglio prestò giuramento davanti al Presidente della Repubblica. Nel 1972 assunse la guida della diocesi di Sulmona stessa.
Nel 1980 papa Giovanni Paolo II lo promosse alla diocesi di Rieti, dove rimase fino al 1989. Nel gennaio 1983 ricevette la visita pastorale di papa Giovanni Paolo II, che accompagnò a Greccio.
Nel 1990 si ritirò a vita privata a Montalto. Morì ad Ascoli Piceno il 15 luglio 2000.

## Opere
- I sacerdoti della diocesi in ricordo al venerato confratello Mons. Leonardo Cercone nel trigesimo della scomparsa, 1968. Con altri.
- Verso la sacra visita pastorale. Lettera per la Quaresima 1970, Sulmona, Tipografia La Moderna, 1970.
- Dopo la prima Visita Pastorale (riflessioni e indicazioni), Sulmona, Tipografia La Moderna.
- La cattedrale basilica di Valva. Per la riapertura dopo i restauri a cura della Cassa di risparmio dell'Aquila 23 maggio 1971, Roma, De Luca, 1971. Con altri.
- La Chiesa Cattedrale centro dell'unità diocesana. Quaresima 1971, Sulmona, Tipografia La Moderna, 1971.
- Missione cittadina in Sulmona 10-25 novembre 1973: programma, Sulmona, Labor, 1973.
- La cattedrale di San Panfilo a Sulmona, Milano, Silvana, 1980. Con altri.
- Nel nome del Padre. Una missione diocesana per il centenario francescano, Roma, Tip. Ass. V.S.S.C., 1981.
- La salvezza cristiana. Esortazione pastorale per la Quaresima 1981, Sacrofano, AVSSC, 1981.
- Catechesi di un vescovo. 50° di sacerdozio di S. E. Mons. Francesco Amadio, vescovo di Rieti, La Voce ed., 1986.
- Francesco Amadio, Valori e limiti dell'esperienza religiosa nei campi d'internamento germanici, in Biagio Dradi Maraldi e Romano Pieri (a cura di), Lotta armata e resistenza delle forze armate italiane all'estero, Milano, F. Angeli, 1990,  pp. 589-601, ISBN 88-204-6324-5.
- Francesco Amadio, La dimensione religiosa nei campi dell'internamento della Germania nazista, in Nicola Labanca (a cura di), Fra sterminio e sfruttamento. Militari internati e prigionieri di guerra nella Germania nazista, 1939-1945, Firenze, Le lettere, 1992,  pp. 303-310, ISBN 88-7166-100-1.

## Genealogia episcopale
La genealogia episcopale è:
- Cardinale Scipione Rebiba
- Cardinale Giulio Antonio Santori
- Cardinale Girolamo Bernerio, O.P.
- Vescovo Claudio Rangoni
- Arcivescovo Wawrzyniec Gembicki
- Arcivescovo Jan Wężyk
- Vescovo Piotr Gembicki
- Vescovo Jan Gembicki
- Vescovo Bonawentura Madaliński
- Vescovo Jan Małachowski
- Arcivescovo Stanisław Szembek
- Vescovo Felicjan Konstanty Szaniawski
- Vescovo Andrzej Stanisław Załuski
- Arcivescovo Adam Ignacy Komorowski
- Arcivescovo Władysław Aleksander Łubieński
- Vescovo Andrzej Stanisław Młodziejowski
- Arcivescovo Kasper Kazimierz Cieciszowski
- Vescovo Franciszek Borgiasz Mackiewicz
- Vescovo Michał Piwnicki
- Arcivescovo Ignacy Ludwik Pawłowski
- Arcivescovo Kazimierz Roch Dmochowski
- Arcivescovo Wacław Żyliński
- Vescovo Aleksander Kazimierz Bereśniewicz
- Arcivescovo Szymon Marcin Kozłowski
- Vescovo Mečislovas Leonardas Paliulionis
- Arcivescovo Bolesław Hieronim Kłopotowski
- Arcivescovo Jerzy Józef Elizeusz Szembek
- Vescovo Stanisław Kazimierz Zdzitowiecki
- Cardinale Aleksander Kakowski
- Papa Pio XI
- Cardinale Alfredo Ildefonso Schuster, O.S.B.
- Arcivescovo Egidio Bignamini
- Vescovo Vincenzo Radicioni
- Vescovo Francesco Amadio